# Mende-Nord

A kanton községei

Mende-Nord kanton (franciául Canton de Mende-Nord) Lozère megye Mende-i kerületének egyik kantonja, központja a megyeszékhely Mende.
Területe 140,72 km², 1999-ben 8406 lakosa volt, népsűrűsége 60 fő/km². 4 község tartozik hozzá, valamint Mende község északi része.

## Községek
| Község neve       | Terület (km²) | Népesség (1999, fő) | Népsűrűség (1999, fő/km²) |
| ----------------- | ------------- | ------------------- | ------------------------- |
| Badaroux          | 20,72         | 850                 | 41                        |
| Le Born           | 30,21         | 147                 | 4,9                       |
| Chastel-Nouvel    | 31,50         | 626                 | 20                        |
| Mende-Nord        | 25,31         | 6632                | 262                       |
| Pelouse           | 32,98         | 151                 | 4,6                       |
| Mende-Nord kanton | 140,72        | 8406                | 60                        |

## Népesség
| Év   | Lakosság |
| ---- | -------- |
| 1990 | 8310     |
| 1999 | 8406     |